# Khaboul Khan
Khabul Khan (Mongol cyrillique : Хабул хаан, ISO-9 : Khabul khaan), Kabul Khan, Qabul Qan ou Kaboul Khan (v.1085 -1147) grand-père de Yesügei, le père de Gengis Khan.

## Biographie
Aristocrate de la Maison Qiyad, élu Khan des 'mongols vers 1127, où il succède à Khaidu khan.
Au XIIe siècle, le territoire mongol est partagé entre plusieurs populations nomades comme les Tatars, les Kéraït, les Naïmans et les Mongols. Ces peuples se subdivisent en une quarantaine de clans ou maisons dynastiques caractérisés par des relations politiques fluides qui permettent des transformations territoriales rapides. C'est dans ce contexte que Khaboul Khan, ancêtre de Gengis Khan, parvient à unifier les différentes maisons du Khamag Mongol et initier les premiers mouvements expansionnistes.
En conflit avec les Jin en 1135, il les vainc en 1139 puis conclut un traité de paix avec eux en 1146.
Ambagai khan lui succède au Khamag Mongol.

### Famille
De son union avec , on lui connait sept fils :
- Ökin Barqaq, (v.1105 - ?);
  - Qutuqtu Yörki, (v.1125 - ?);
    - Seche Beki, (v.1150 - 1197);
    -  ? Taichu, (v.1155 - 1197);
- Bartan Baatar, (v.1106 - ?);
  - Mönggetü Qiyan, (v.1130 - ?);
    - Les Changshi'ud

  - Nekün Taishi, (v.1132 - ?);
  - Yisükei ba'adur, (v.1134 - 1171);
  - Daritai Otchigin, (v.1136 - ?);
- Qutuqtu Mönggür, (v.1108 - ?);
  - Böri Böke, (v.1145 - 1197);
- Koutoula Khagan, (v.1110 - 1161), Khagan en 1147;
  -  ? Jochi Qa'an, (v.1130 - 1185), Khagan;
  - Altan, (v.1135 - ?);
  - Yeke Ca'aran, (v.1137 - ?);
- Qulan, (v.1111 - ?);
- Qada'an Ba'adur, (v.1113 - ?);
- Tödö'en Otchigin, (v.1115 - ?);

Parmi ses sept fils, le quatrième Koutoula devient après Ambagai, Khan du khamag Mongol, et reprend la lutte contre les Jin en 1161.